# Tolosa
Tolosa (Bayan ng Tolosa) är en kommun i Filippinerna. Kommunen ligger på ön Leyte, och tillhör provinsen Leyte. Folkmängden uppgår till 14 539 invånare.
Tolosa är indelat i 15 barangayer.